# A New Kind of Army
A New Kind of Army är punkbandet Anti-Flags tredje album, utgivet den 25 maj 1999. Det är en av de tre skivor som Anti-Flag gett ut genom sitt eget skivbolag A-F Records och i samarbete med Go Kart Records. Det är den första skivan där Chris Head på gitarr och Chris #2 på bas medverkar.

## Låtlista
1. "Tearing Everyone Down" - 2:56
2. "Captain Anarchy" - 2:34
3. "A New Kind of Army" - 3:42
4. "That's Youth" - 3:14
5. "No Apology" - 2:17
6. "Got the Numbers" - 3:14
7. "No Difference" - 4:03
8. "I Don't Believe" - 2:29
9. "Right On" - 1:23
10. "What You Don't Know" - 2:43
11. "Free Nation?" - 2:44
12. "Outbreak" - 0:53
13. "Police Story" - 3:37
14. "The Consumer's Song" - 2:11
15. "This is NOT a Crass Song" - 6:00